# Jack Patten
John Thomas Patten, genannt Jack Patten, (* 27. März 1905 in der Cummeragunja-Mission in New South Wales; † 12. Oktober 1957 in Melbourne in Victoria) war ein australischer Aktivist der Aborigines.

## Leben
Patten war der Sohn von John Thomas Patten und seiner Frau Christina Mary, die in der Cummeragunja-Mission in New South Wales lebten. Nach der Beendigung der Missionsschule ging Patten zur Schule in Tumbarumba und West Wyalong. Er bewarb sich erfolglos bei der Royal Australian Navy und arbeitete in der Stadtverwaltung von Sydney. Diese verließ er 1927, um als Boxer seinen Unterhalt zu verdienen. Selina Avery, eine Aborigine der Bundjalung, heiratete er 1931 und hatte mit ihr sieben Kinder.

## Politiker
In den 1930er Jahren wurde Patten als Redner und Organisator für die Rechte der Aborigines bekannt. Er sprach häufig auf Versammlungen wie auch Pearl Gibbs und Tom Foster. Patten und William Ferguson veröffentlichten das Manuskript, Aborigines Claim Citizenship Rights, und sie organisierten 1938 den Protest des Day of Mourning. Als er im Februar 1939 nach zur Cummeragunja-Mission kam, wo Aborigines den ersten massenhaften Streik durchführten, verweigerte ihm der Manager der Mission den Zutritt. Daraufhin kam er kurzzeitig in Haft.
Er war Mitbegründer und Mitglied der Aborigines Progressive Association und als Delegationsteilnehmer dabei, die den Premierminister Australiens traf.
Patten gab die erste monatliche Zeitschrift Abo Call heraus, die allerdings nur in sechs Auflagen vom April bis September 1938 erschien und anschließend aus Geldmangel eingestellt wurde.
Patten starb nach einem Autounfall im Oktober 1957 in Melbourne.